# Кохт
Кохт (арм. Կողթ) — гавар провинции Арцах Великой Армении. На сегодняшний день территория исторического Кохта в основном находится в границах Гёйгёльского района Азербайджанской Республики, однако согласно административно-территориальному делению непризнанной Нагорно-Карабахской Республики (Республики Арцах), претендующей на эти территории, данная область входит в состав Шаумяновского района НКР.

## География
Гавар Кохт находится на севере провинции Арцах. На западе Кохт граничит с гаваром Кустипарнес провинции Арцах, на северо-западе — с гаваром Гардман провинции Утик, на севере — с гаваром Шакашен провинции Утик, на востоке — с гаваром Ути Арандзнак провинции Утик, на юго-востоке — с гаваром Мецквенк провинции Арцах, на юге — с гаваром Вайкуник провинции Арцах.
Занимает северные склоны Муровдага, бассейн речки Шамкор вплоть до города Шамкир, на западе достигает берегов реки Тавуш.
На территории исторического Кохта располагаются такие известные поселения как Геташен и Кохт. 
По территории Кохта протекают реки Шамкор и Гандзак.